# Yo Soy 132
El movimiento YoSoy132 fue un movimiento ciudadano conformado en su mayoría por estudiantes de educación superior, tanto de instituciones públicas como privadas, residentes en México, así como residentes y simpatizantes en más de 50 ciudades del mundo. El movimiento inicialmente buscaba la "democratización" de los medios de comunicación, la creación de un tercer debate entre los candidatos presidenciales y el rechazo a la imposición mediática de Enrique Peña Nieto como candidato en las elecciones presidenciales de 2012. Posteriormente el movimiento YoSoy132 presentó un plan de seis puntos que incluye diferentes temas de interés público. El nombre YoSoy132 se refiere a la auto afiliación y apoyo al movimiento como el miembro número 132 tras la publicación de un vídeo en el que 131 estudiantes de la Universidad Iberoamericana contestan las declaraciones de algunos funcionarios públicos.
Las protestas realizadas en contra del entonces candidato a la presidencia por el PRI en las elecciones federales en México de 2012 fueron un detonante que puso en marcha una cadena de manifestaciones que se fueron uniendo a este movimiento. A pesar de lo declarado en el Manifiesto "YoSoy132", en la práctica no es claro cuántos movimientos se han incluido, por ejemplo #MarchaAntiEPN. El movimiento fue autoproclamado en sus inicios como la "Primavera Mexicana".

## Antecedentes

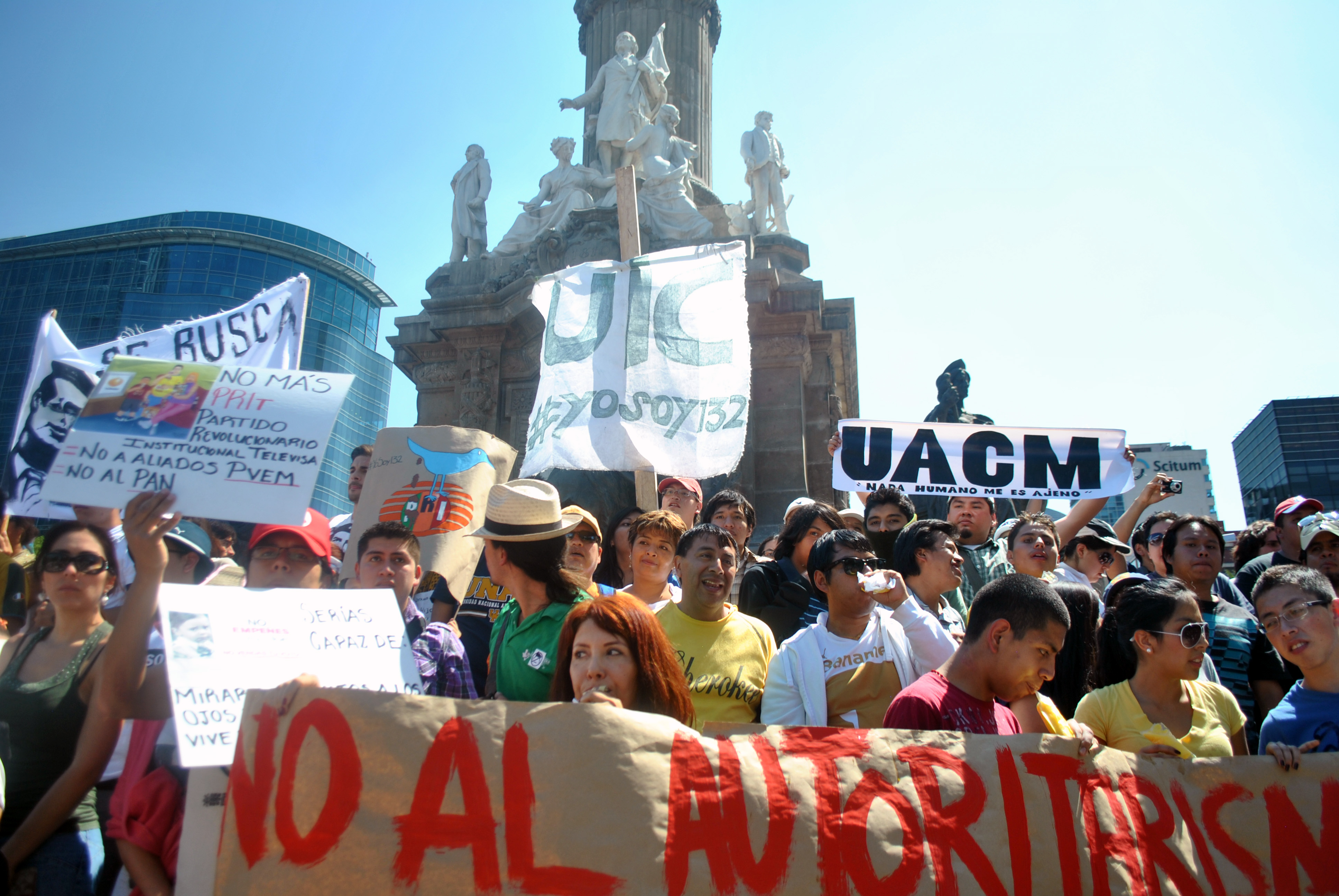
Manifestación de #Yosoy132 en el Monumento a la Independencia

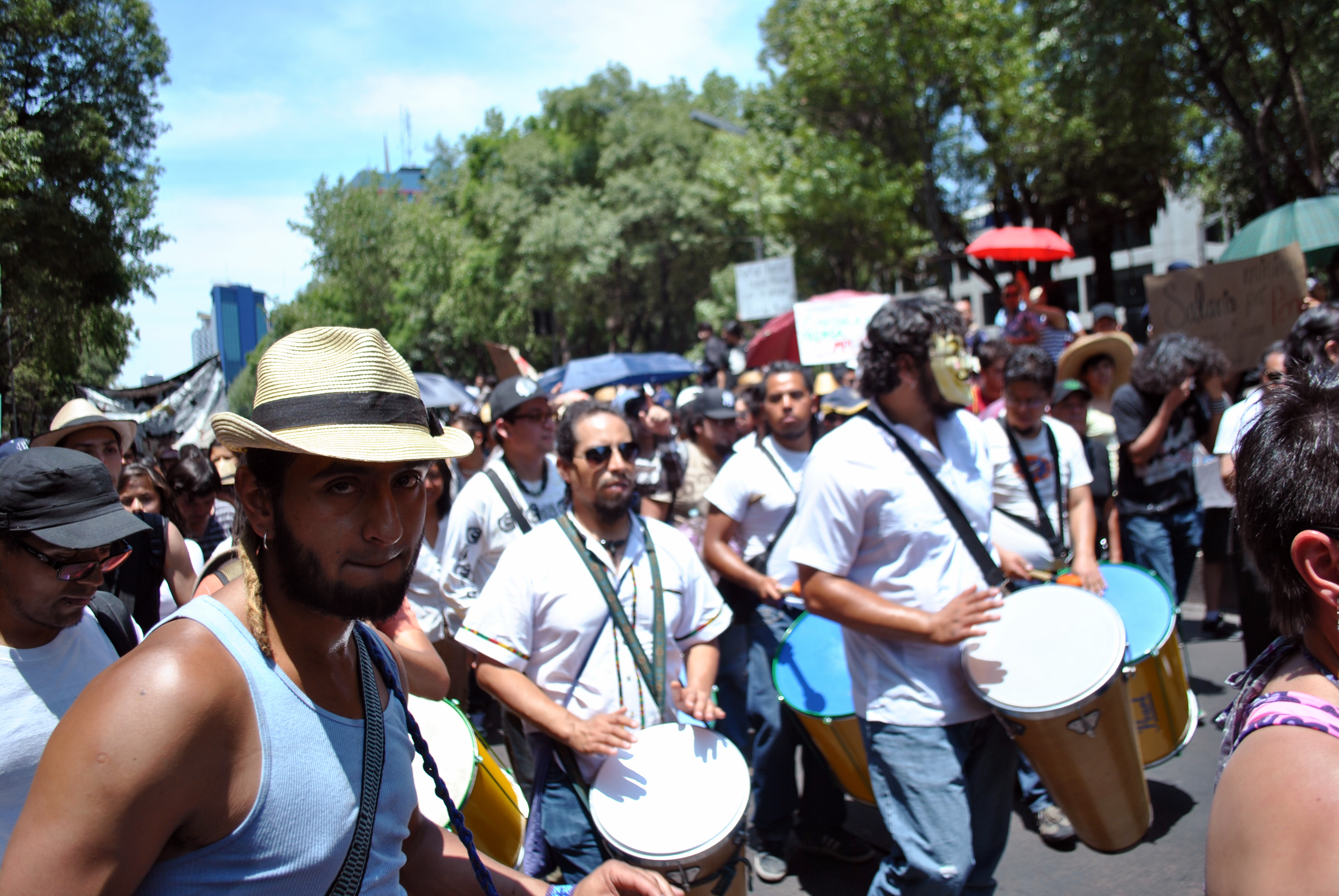
Músicos en apoyo al movimiento sobre Paseo de la Reforma

El 11 de mayo del 2012 en el auditorio José Sánchez Villaseñor del campus Ciudad de México de la Universidad Iberoamericana, el entonces candidato presidencial de la coalición «Compromiso por México» (conformado por los partidos PRI y PVEM) Enrique Peña Nieto, presentó su plataforma política ante cientos de estudiantes como parte del foro Buen Ciudadano Ibero.
Al final de su ponencia, un grupo de estudiantes lo interpeló haciendo referencia a lo que ellos consideraban su mala actuación como gobernador del Estado de México durante los acontecimientos del caso Atenco. Sobre este señalamiento, el candidato respondió:

«Antes de concluir, aunque ya lo había hecho, voy a responder a este cuestionamiento
sobre el tema de Atenco, hecho que ustedes conocieron, y que sin duda, dejó muy claro la firme determinación del gobierno de hacer respetar los derechos de la población del Estado de México, que cuando se vieron afectados por intereses particulares, tomé la decisión de emplear el uso de la fuerza pública para restablecer el orden y la paz, y que en el tema, lamentablemente hubo incidentes que fueron debidamente sancionados, y que los responsables de los hechos fueron consignados ante el poder judicial, pero, reitero, fue una acción determinada personalmente, que asumo personalmente, para restablecer el orden y la paz, en el legítimo derecho que tiene el Estado mexicano de hacer uso de la fuerza pública, como además debo decirlo, fue validado por la Suprema Corte de Justicia de la Nación. Muchas gracias.»
Enrique Peña Nieto

Ante la respuesta del candidato, los estudiantes comenzaron a gritar consignas en su contra en tanto simpatizantes aplaudían y gritaban consignas a favor.
Como forma de eludir la entrada principal, que se encontraba bloqueada por alumnos que protestaban, el equipo de seguridad resguardó al candidato durante varios minutos en un baño de la universidad hasta trazar una nueva ruta de salida, lo cual fue señalado al aire por locutores de Ibero 90.9, estación de la propia universidad. El candidato salió de la universidad en medio de un operativo de seguridad y rodeado de centenares de jóvenes con pancartas y máscaras de Carlos Salinas de Gortari que coreaban protestas en su contra.
El acontecimiento fue videograbado por varios estudiantes, y dichos vídeos se publicaron casi inmediatamente en las redes sociales. Las principales cadenas televisivas del país, así como muchos periódicos nacionales, matizaron la noticia con el argumento de que aquella protesta no era una auténtica expresión de jóvenes universitarios y que se trataba, por el contrario, de un boicot político. Además, el presidente nacional del PRI, Pedro Joaquín Coldwell calificó a los estudiantes como:

«un puñado de jóvenes que no son representativos de la comunidad de la Ibero asumió una actitud de intolerancia respecto a los planteamientos que hacía nuestro candidato, y pues frente a eso, rescato la reacción de Peña Nieto, me gustó mucho [...]» .
 Pedro Joaquín Coldwell

Por su parte, el senador Arturo Escobar y Vega, coordinador de senadores del Partido Verde Ecologista de México, en una entrevista telefónica realizada por la periodista Yuriria Sierra dentro del noticiero Cadena Tres, declaró: 

«hay un grupo ahí de de, no quiero decir jóvenes oiga, por que ya estaban mayorcitos, cálculo de 30 a 35 años para arriba, incitando, era un grupo minoritario, no pasaban de 20 personas, incitando un poco a crear un escándalo, la cosa no pasó a mayores, pero sí hubo, pasaron de la pasión de la fisión sobre otro candidatos a los insultos y hubo en algún momento, que inclusive hubo amagos de agresión física [...] yo estudié en la Ibero, Yuriria, es una universidad plural donde se respeta absolutamente la diferencia de opinión y estoy convencido de que aquellos que abanderaron o la mayoría de los que abanderaron esta parte final del acto no son estudiantes de la Ibero [...] la información que se nos da al final es que grupos cercanos a Andrés Manuel López Obrador la tarde de ayer estuvieron promoviendo y organizando este tipo de, a estos jóvenes para que provocaran al candidato [...] las pruebas son la narrativa de algunos jóvenes en la universidad, porque yo me quedé todavía un par de horas más, Yuriria, en la universidad y me dieron esa información [...]»
 Arturo Escobar y Vega

En el mismo contexto, Emilio Gamboa Patrón, líder nacional de la Confederación Nacional de Organizaciones Populares y también ex estudiante de la Ibero, declaró: 

«[...] fue un boicot, una trampa, una actitud “porril” provocadora, pero el candidato no cayó en eso.»
Emilio Gamboa Patrón

Ante estos señalamientos, el 14 de mayo de 2012, un grupo de 131 jóvenes publicaron un vídeo en Internet en dónde mostraban las credenciales que los acreditaban como estudiantes de dicha universidad y respondieron:

«[...] estimados Joaquín Coldwell, Arturo Escobar, Emilio Gamboa, así como medios de comunicación de dudosa neutralidad, usamos nuestro derecho de réplica para desmentirlos, somos estudiantes de la Ibero, no acarreados, no porros, y nadie nos entrenó para nada [...]»
131 estudiantes

Los siguientes minutos, los 131 jóvenes dieron su nombre, su número de cuenta y la carrera en la que estudian y afirmaron no pertenecer a ningún partido político, además de defender el carácter estudiantil de la protesta. Seis horas después de su publicación, el vídeo había sido reproducido por 21 747 usuarios de esa red social. A raíz de ese video, las redes sociales comenzaron a mostrar su apoyo a los 131 estudiantes con el eslogan YoSoy132.
Posteriormente, otras publicaciones surgieron donde se mencionan supuestas vinculaciones con el PRD.

## Manifiesto
- Wikisource contiene obras originales de o sobre Primer comunicado de la Coordinadora del Movimiento YoSoy132 (manifiesto).

El 23 de mayo del 2012 el movimiento da a conocer su declaratoria. Entre los puntos que destacan, figuran los siguientes:

Primero.- Somos un movimiento ajeno a cualquier postura partidista y constituido por ciudadanos. Como tal, no expresamos muestras de apoyo hacía ningún candidato o partido político, pero respetamos la pluralidad y diversidad de los integrantes de este movimiento. Nuestros deseos y exigencias se centran en la defensa de la libertad de expresión y el derecho a la información de los mexicanos, en el entendido de que ambos elementos resultan esenciales para formar una ciudadanía consciente y participativa. Por lo mismo, promovemos un voto informado y reflexionado. Creemos que, en las circunstancias políticas actuales, el abstencionismo y el voto nulo son acciones ineficaces para avanzar en la construcción de nuestra democracia. Somos un movimiento preocupado por la democratización del país y, como tal, pensamos que una condición necesaria para ella, involucra la democratización de los medios de comunicación. Esta preocupación se deriva del estado actual de la prensa nacional y de la concentración de los medios de comunicación en pocas manos.

Segundo.- YoSoy132 es un movimiento incluyente que no representa a una sola universidad. Su representación depende únicamente de las personas que se suman a esta causa y que se articulan a través de los comités universitarios.
YoSoy132

## Asamblea y manifestaciones
El 30 de mayo de 2012 se llevó a cabo la primera asamblea de YoSoy132 en las islas de Ciudad Universitaria de la UNAM. Dicha asamblea se constituyó por 15 mesas temáticas, con la discusión de temas tan diversos como la reestructuración de la educación, el combate al neoliberalismo y a los alimentos transgénicos. Publicaciones no oficiales mencionaban que en la primera asamblea, a solo un mes de las elecciones constitucionales, el movimiento se perfilaba en contra de Enrique Peña Nieto en el corto plazo, entre otras

### Discurso 1.ª Asamblea
La Asamblea, a través de la mesa 14, Memoria y Conciencia, en un discurso de casi cinco minutos, se expresó diciendo:

Diría Bertolt Brecht que «un pueblo que olvida su historia está condenado a repetirla». Es por eso que nosotros, en representación de la mesa 14 de Memoria y Conciencia histórica, hemos traído por unanimidad de los compañeros que ahí asistieron, la justificación histórica de este movimiento. 

El estado ha contado ya su historia, el silencio nos quiere dotar de olvido, ese silencio hoy lo rompemos para recuperar la historia, nuestra historia, la historia de todos los mexicanos, esa historia de la cual somos partícipes, herederos y continuidad.

No olvidamos los esfuerzos y las luchas de movimientos obreros y campesinos, el magonismo, el villismo, el zapatismo, el movimiento ferrocarrilero y el movimiento médico. No olvidamos los movimientos trascendentes de nuestra historia, la expropiación petrolera, el vasconcelismo, la lucha por la autonomía universitaria, la insurrección social armada en los años setenta. No olvidamos los procesos estudiantiles, ¡la defensa de los albergues del Instituto Politécnico Nacional en el 58!, ¡los movimientos estudiantiles de Tlatelolco en el 68! y ¡el Jueves de Corpus en el 71!. ¡No olvidamos tampoco la guerra sucia y sus desaparecidos!, ¡No olvidamos los presos políticos!, ¡las huelgas universitarias de 1986 y del 99!. 

México, tus hijos te estamos diciendo esto, somos herederos de los fraudes electorales del 88 y del 2006, de las crisis económicas del '82, del '96 y del 2008, somos herederos del ¡levantamiento armado del zapatismo!, ¡de la matanza de Acteal!, ¡de los impunes feminicidios en Ciudad Juárez, Chihuahua! y ¡principalmente en el Estado de México!. Hemos de alzar nuestra voz en este momento, ¡Sí!, ¡somos herederos de las represiones en Atenco y en Oaxaca en el 2006!.
Sí, compañeros, el Movimiento 132 somos nosotros, somos la demostración de la indignación y la rabia de los niños muertos en la guardería ABC, ¡somos Wirikuta! ¡somos Cherán en Michoacán! ¡somos Copala!, ¡somos la indignación ante la brutal fuerza del Estado!, ¡somos la indignación ante la guerra contra el narcotráfico y sus más de setenta mil muertos!. ¡Toda esta historia somos nosotros!, ¡justicia pedimos!, ¡justicia pedimos!, !por que éste es nuestro movimiento y vamos a luchar por ella hasta que se haga justicia!, ¡justicia!, ¡justicia!.

Toda esta historia hoy la reivindicamos y la revivimos, la revivimos en el vendaval de este movimiento, hoy decidimos y decimos ser 132, ser historia y ser la conciencia mexicana, ¡no olvidamos y reiteramos desde nuestra conciencia!, ¡hoy y siempre somos 132!. Mesa 14, Memoria y Conciencia

### Principios generales
Boletín Informativo 1

El 18 de junio de 2012, en una conferencia de prensa de la Asamblea General, se dio lectura al primer boletín del Movimiento YoSoy132, donde se declaró, entre otros puntos, el contexto histórico y los principios generales del movimiento: 

Contexto histórico

El Movimiento Yosoy132 emerge frente a una situación nacional desastrosa marcada por una ola de violencia que se extiende por todo el territorio nacional y ante una coyuntura electoral manipulada por los medios.

Principios generales

El movimiento se declara:

- Apartidista, negando vínculo con cualquier partido político.
- Pacífico, desaprobando de manera categórica cualquier acto de violencia.
- De base estudiantil, se entiende con esto que el estudiantado es catalizador del cambio social.
- Laico, desvinculándose de cualquier doctrina e institución religiosa.
- Plural, porque los sectores sociales adherentes son parte esencial de movimiento, reconociendo un vínculo compartido de solidaridad y unidad en lucha con otros movimientos, sin que esto signifique que el movimiento los sustituya.
- De carácter social, ya que nuestras acciones inciden directamente en las formas de relación entre individuos encaminadas a la construcción activa del bienestar común.
- De carácter político, de tal forma que se interesa en los asuntos públicos y pretende desarrollar la participación ciudadana, sin limitar ésta a la llamada clase política, que pretende ser la única intérprete de los asuntos públicos del país.
- Humanista, entendiendo que se busca revalorizar y desarrollar todas las capacidades humanas y la redefinición del carácter ético.
- Autónomo, porque respeta y valora las decisiones de cada asamblea que lo integra sin que exista otra forma de participación en el movimiento.
- De carácter permanente, puesto que nuestros fines trascienden la coyuntura electoral.
- Anti-neoliberal, porque busca erradicar el actual sistema económico, político y social.[cita requerida]

### Manifestaciones

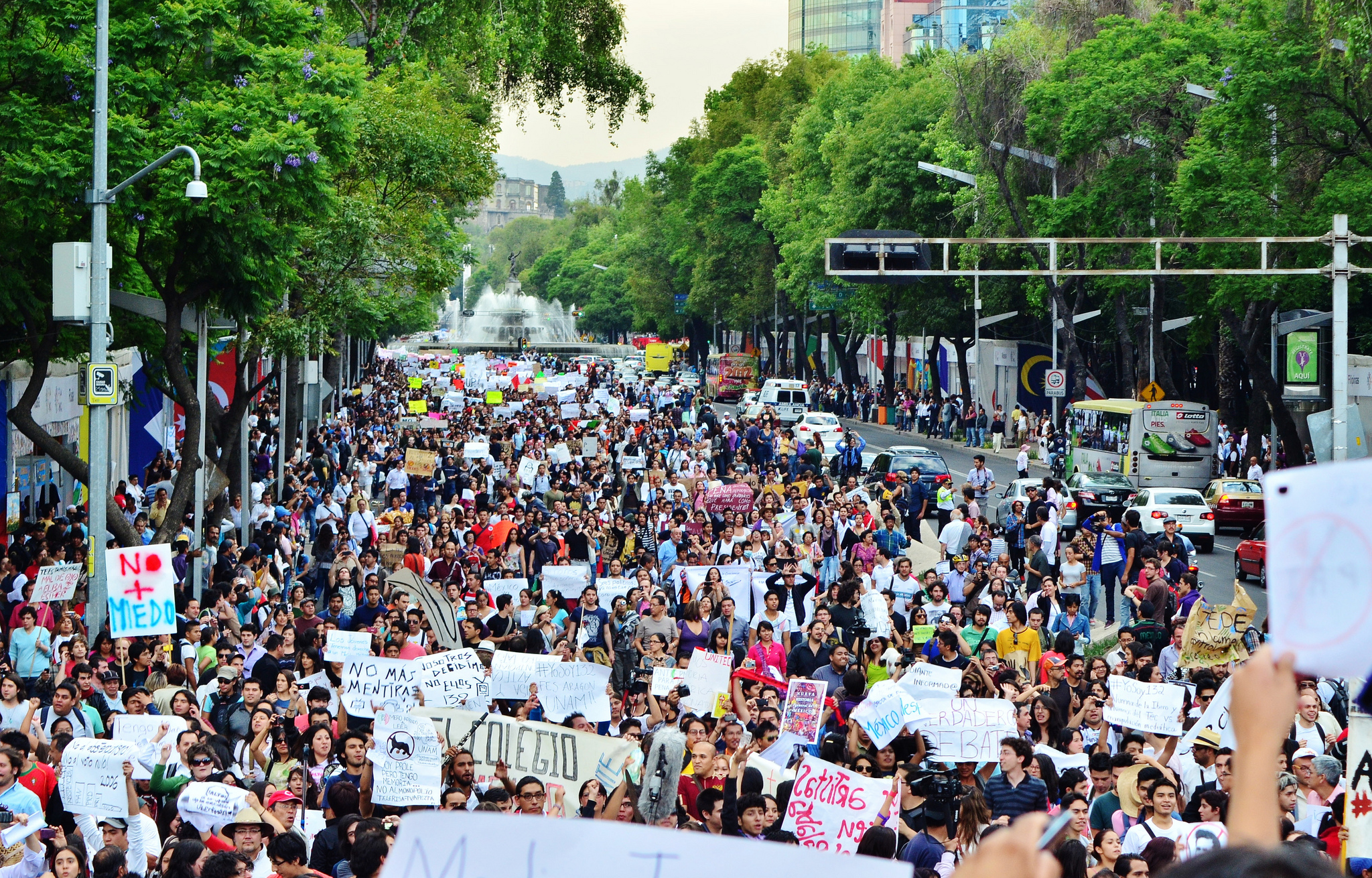
Marcha AntiEPN, 19 de mayo de 2012

Desde los inicios, el movimiento tuvo una variedad de manifestaciones; marchas sin afectar la vialidad, mítines, conciertos, marchas silenciosas y participación política en las elecciones.
No solo en la capital de la República, sino también en varios estados, como Campeche, Durango, Aguascalientes, Zacatecas, Yucatán, Guerrero, Jalisco, Monterrey,  Querétaro, Chiapas, Oaxaca, Veracruz, Estado de México, Puebla, Hidalgo, Querétaro, Quintana Roo, Baja California y Tabasco., siendo Guerrero y Tabasco los únicos lugares donde ganó el PRD.
En el extranjero, varias ciudades han creado grupos de solidaridad y apoyo al movimiento, entre las más destacadas, Londres, París, Chicago, Múnich, Madrid, Viena, Río de Janeiro, Ginebra, Stuttgart, Calgary, Euskadi, Melbourne, Nueva York, Barcelona, Manchester, Quebec, Frankfurt, Zúrich, Buenos Aires, Bruselas, Vancouver, Montreal, Bolonia y Zagreb.

### YoSoy132 Internacional
YoSoy132 sobrepasó las fronteras de México para dar lugar al surgimiento de múltiples asambleas de trabajo formadas por mexicanos con residencia en ciudades como Barcelona, Madrid, San Francisco, Berlín, París, Londres, Chicago, Buenos Aires, New York y muchas otras más. Esta red de solidaridad con el movimiento #YoSoy132 se consolidó en  #YoSoy132Internacional, significando la globalización de la Primavera Mexicana. La globalización del #YoSoy132 permitió difundir el mensaje de #YoSoy132 alrededor del mundo y facilitó el intercambio de experiencias políticas y de organización con diversos movimientos sociales como el 15M de España y Occupy Wall Street (Movimiento Occupy).
Según Yarima Merchan Rojas, vocera del movimiento: "La interacción del movimiento YoSoy132 en el ámbito internacional se dio en dos espacios, uno, cuando el 30 de mayo en la Primera Asamblea General Interuniversitaria se presentó como una temática de interés la 'Participación de los connacionales en el extranjero', y dos, los brotes espontáneos de solidaridad y adición al movimiento en los cinco continentes. En esta primera asamblea en la UNAM, la mesa 15, última de trabajo, se dio a la tarea de enlazar al movimiento con otros países y movimientos sociales del mundo. Por su temática, a esta mesa se unieron jóvenes que estaban estudiando fuera de México, algunos con doble nacionalidad o que habían realizado estancias en el extranjero. También hubo voceros de universidades o estados, y uno que otro extranjero con interés en el tema.
Uno de los primeros objetivos, era establecer páginas sociales, blog y correos que nos permitieran la interacción con gente y colectivos en el extranjero, para de esta manera, informar y compartir lo que estaba sucediendo en México. Poco a poco se fue tejiendo la red, hasta el punto de integrar a 71 células #YoSoy132 en los cinco continentes. El surgimiento de grupos 132 fuera de México integró diversos migrantes, trabajadores legales e ilegales y estudiantes. Por un lado, muchos de estos grupos se plantearon la tarea de servir de vigilantes de la realidad nacional y por el otro, se fueron asumiendo luchas específicas en cada región y trabajo con otros colectivos ciudadanos. Poco a poco la insatisfecha necesidad de información desde el exterior sobre lo que pasaba en México y sobre los mismos procesos que se daban dentro del movimiento creó fuertes colectivos de búsqueda de información, traducción, grupos de artistas, entre otros. Se organizaron en un año más de 12 asambleas virtuales internacionales con voceros de muchos países, y se plantearon formas de trabajo virtual que permitieron sacar comunicados, realizar acciones colectivas en embajadas y consulados, y llevar información a medios de comunicación en cada país".

## Debate presidencial
Una parte fundamental del movimiento YoSoy132, fue el impulso a debates entre los candidatos presidenciales.

### Segundo debate
Los estudiantes se pronunciaron porque se efectuara el segundo debate entre los candidatos en cadena nacional; pero el IFE (organizador de dicho evento) no ejerció las facultades para su realización.
Sin embargo, lograron que las principales cadenas televisivas del país, Televisa y TV Azteca, programaran la transmisión en sus canales con mayor cobertura, 2 y 13, respectivamente; al ser el debate con mayor audiencia en la historia, esto significó más de 15 millones de personas (un índice de audiencia del 22.6%); sin tomar en cuenta otros medios de televisión abierta y privada ni la difusión en Internet.

### Tercer debate
El 19 de junio de 2012 se llevó a cabo un tercer debate, organizado por el propio movimiento YoSoy132, entre los candidatos a la presidencia de la República Josefina Vázquez Mota, Gabriel Quadri y Andrés Manuel López Obrador, encuentro que, a diferencia de los precedidos, no fue organizado por el IFE.
El candidato del PRI, Enrique Peña Nieto, declinó asistir al debate de YoSoy132 porque advirtió que no emplearían condiciones neutrales ni imparciales. Mediante una carta, agradeció la invitación de los estudiantes, pero lamentó que el movimiento haya tomado la decisión de expresarse en contra de él.
El evento fue transmitido en vivo por la plataforma Hangout en directo de Google+ y sobre ella se pudieron observar en Internet, y escucharse también por las cadenas radiofónicas Reactor 105.7, Ibero 90.9 y Radio Ciudadana, entre otras. Las cadenas de televisión culturales Once TV México, del IPN, y 22, del Conaculta, televisaron el debate el domingo 24 de junio.

## Elecciones 2012

### Comunicado 1.º de julio
El 1 de julio del 2012, #YoSoy132, a través de dos vídeos, hizo un pronunciamiento sobre la jornada electoral dirigido a la sociedad civil nacional e internacional, a los observadores ciudadanos y a los medios de comunicación, donde declararon que recibieron reportes de hechos violentos, delitos electorales, irregularidades, amenazas y amedrentamiento a la sociedad que participó en la observación y la vigilancia de los comicios, entre otros. En este sentido, el Consejero Presidente del IFE, el doctor Leonardo Valdés Zurita, en un mensaje televisivo, expresó:

«México tuvo una jornada electoral ejemplar, participativa, pacífica y realmente excepcional [...] todos los procesos electorales tuvieron incidentes menores, en la mayoría de los casos, sin relación con el proprio proceso, será su voto y solo su voto lo que decida quienes ejercerán los poderes públicos en los próximos años [...] confíen en el IFE, les aseguro que cada sufragio será contado con legalidad [...]».
Dr. Leonaldo Valdés Zurita

### Más de mil casos de irregularidades
La comisión de vigilancia ciudadana del movimiento #YoSoy132 informó que, hasta el 3 de julio, habían sistematizado más de 1 100 casos de presuntas irregularidades. Como ejemplo, se creó una lista de irregularidades comprobadas por los periódicos y medios de comunicación y más evidencias siguen apareciendo diariamente acerca de compra de votos, robo de boletas, violencia y agresiones, anomalías y actos de ilegalidad.

## Actividad postelectoral

### Programa de seis puntos para el cambio
En la toma pacífica del viernes 27 de julio del 2012, el Movimiento YoSoy132 presentó un programa de seis puntos para el cambio, que incluye:
1. Democratización y transformación de los medios de comunicación, información y difusión.
2. Cambio en el modelo educativo, científico y tecnológico Archivado el 12 de abril de 2019 en Wayback Machine.  .
3. Cambio en el modelo económico neoliberal.
4. Cambio en el modelo de seguridad nacional.
5. Transformación política y vinculación con movimientos sociales.
6. Cambio en el modelo de salud pública.[87]

### Contrainforme 2012
El 1 de septiembre, el movimiento da a conocer un primer balance de la situación del país a través de un documento con seis ejes temáticos, que responde de manera crítica el informe anual del presidente saliente Felipe Calderón Hinojosa.

## Disturbios del 1.º de diciembre del 2012
Durante la toma de protesta del nuevo presidente de México, Enrique Peña Nieto, se realizaron manifestaciones ciudadanas y de diferentes grupos como, La Unión de la Juventud Revolucionaria de México (UJRM), el Frente Popular Revolucionario (FPR), el Partido Comunista de México-Marxista Leninista (PCMML), la Asamblea Popular de los Pueblos de Oaxaca APPO, el Movimiento Regeneración Nacional (Morena) y otros grupos, entre ellos un contingente del movimiento YoSoy132. Las manifestaciones se llevaron a cabo en San Lázaro, el Ángel de la Independencia y el Centro Histórico de la Ciudad de México para mostrar inconformidad en contra de la toma de protesta.

## Controversias

### Supuesto apoyo del PRD e infiltrados del PRI en el movimiento
El 18 de junio, un día antes del debate que sostendrían con tres de los cuatro candidatos a la Presidencia, este video por YouTube, Saúl Alvídrez, estudiante del Tecnológico de Monterrey, fue señalado por Manuel Cossío, como un colaborador de una organización integrada por periodistas e intelectuales que simpatizan con Andrés Manuel López Obrador. Cossío, creador del sitio en internet #Yosoy132.mx, grabó a Alvídrez hablando de apoyos recibidos por parte del PRD para el movimiento estudiantil; incluso se habló de registrar el nombre «Yosoy132» como una marca y mostró los supuestos documentos que lo comprobaba. Una vez hechas públicas las grabaciones, Alvídrez renuncia al movimiento y Cossío es desconocido como líder y es asociado con el PRI y a Emiliano Salinas Occeli, hijo del expresidente Carlos Salinas de Gortari, en su agrupación civil Movimiento por la Paz InLak’Ech.

### Antonio Attolini Murra
Los primeros días de agosto del 2012, se publican en distintos medios en línea que el movimiento #YoSoy132 participaría en una protesta el 6 de agosto en New York, en contra de las prácticas monopólicas de Carlos Slim. Algunos activistas del movimiento entre ellos Antonio Attolini Murra, en su momento vocero de la asamblea #YoSoy132 ITAM, fueron invitados a participar en el evento. Sin embargo, distintas asambleas en especial la asamblea #YoSoy132NewYork y #YoSoy132Internacional critican la participación de distintos representantes del gobierno y partidos políticos estadounidenses dentro del evento y se deslindan de la invitación. Al final la participación de YoSoy132 es desmentida.
Otra controversia relacionada con Antonio Attolini Murra ha sido su participación en el programa «sin filtro», de la cadena Foro TV, perteneciente a Televisa, en donde es fuertemente criticado por la asamblea «YoSoy132 ITAM»., y se dice que los panelistas provienen solamente de escuelas privadas, con lo cual no se logra que se manifiesten distintos puntos de vista de forma imparcial.

## Movimientos relacionados
Tras las movilizaciones efectuadas por los integrantes del Movimiento YoSoy132, se han generado otros movimientos, algunos en favor y otros en contra

### YoSoy132 Académicos
El 8 de junio del 2012, profesores y académicos de distintas universidades dieron una conferencia de prensa acerca de las presuntas irregularidades en las encuestas realizadas por diferentes empresas, entre ellas el periódico Milenio Diario, además de la regulación del IFE en torno a ellas. Después de la conferencia realizaron una manifestación afuera de las oficinas del periódico Milenio en la Ciudad de México. El 16 de julio presentaron un video donde explican las supuestas irregularidades y violaciones en la campaña de Enrique Peña Nieto y las presuntas irregularidades en las votaciones.

### GeneraciónMX
El 11 de junio de 2012 se da a conocer un video por Youtube con un estilo similar el presentado por YoSoy132 pero sin mostrar credenciales, en donde indicaban su separación del movimiento y formación de uno nuevo realmente «apartidista», acusaban al movimiento de tener un origen en el Partido de la Revolución Democrática PRD. En menos de una semana, se relacionó a GeneracionMX con el PRI, con lo que se echó abajo su supuesta neutralidad partidista.